# Stanowice (powiat oławski)
Stanowice – wieś w Polsce położona w województwie dolnośląskim, w powiecie oławskim, w gminie Oława.
Przez miejscowość przebiega droga krajowa DK94.

## Podział administracyjny
W latach 1975–1998 miejscowość należała administracyjnie do województwa wrocławskiego.